# Elli (jeu vidéo)
Pour les articles homonymes, voir Elli (homonymie).
Elli est un jeu vidéo de plates-formes et réflexion développé par Bandana Kid. Il est sorti le 10 janvier 2019 sur Nintendo Switch en téléchargement sur le Nintendo eShop.

## Système de jeu
Le joueur prend le contrôle d'Elli et doit naviguer dans un monde modélisé en trois dimensions nommé Mandragora. L'objectif du jeu est de retrouver tous les cristaux du temps qui ont été volés. Le joueur doit résoudre des énigmes et sauter de plates-formes en plates-formes pour progresser. Il doit, en outre, trouver divers objets cachés qu'il pourra ensuite échanger,.

## Développement
Elli est le premier jeu développé par le studio suédois Bandana Kid. Le titre utilise le moteur de jeu Unreal Engine. Il sort le 10 janvier 2019 sur Nintendo Switch en téléchargement sur le Nintendo eShop.